# بوكرستارز
بوكرستارز،  هو موقع إلكتروني للعب البوكر يُعد الأكبر في العالم من حيث تقديم ألعاب بأموال حقيقية، حيث يهيمن على أكثر من ثلثي سوق البوكر عبر الإنترنت. يمكن الوصول إلى المنصة من خلال تطبيقات مخصصة لأجهزة الحاسوب والهواتف المحمولة بمختلف أنظمتها.
ساهم الموقع في صناعة تاريخ لعبة البوكر عندما فاز أحد لاعبيه، كريس مونيمايكر، ببطولة العالم في عام 2003 بعد تأهله عبر بطولة تمهيدية على الإنترنت. وكان هذا الفوز، الأول من نوعه، عاملاً أساسياً في إطلاق ما عُرف بـ"طفرة البوكر" خلال منتصف العقد الأول من الألفية الجديدة، وهي فترة شهدت تزايدًا هائلًا في شعبية اللعبة.
ظلت بوكرستارز مملوكة لمجموعة "ذا ستارز غروب" حتى تم بيعها في 5 مايو 2020 إلى شركة "فلتر إنترتينمنت"، المالكة لشركة المراهنات الأيرلندية "بادي باور".

## التاريخ
في سبتمبر/ أيلول من عام 2001 أطلقت شبكة بوكر ستارز أول لعبة لها، وفي 12 ديسمبر من العام نفسه بدأت في تقديم العاب المال الحقيقي. كان المقر الأصلي للشركة يقع في كوستاريكا. وفي وقت لاحق انتقلت الشركة إل جزيرة مان البريطانية. وذلك بهدف إلغاء الضرائب المفروضة على الشركة والتغلب على القواعد التنطيمية التي تمنع الشركة من قبول اللاعبين من الولايات المتحدة الأمريكية. وتحمل شبكة بوكر ستارز رخصة لجنة الإشراف في جزيرة مان وهي تحمل أيضا العديد من التراخيص من دول أخرى. وفي 10 فبراير 2012 حصلت بوكر ستارز على رخصة لجنة مالطا للألعاب.
حينما كانت شركة بوكر ستارز مملوكة لمجموعة محدودة من الأشخاص، كانت وسائل الإعلام تتكهن بإمكانية طرح هذه الشركة في أحد البورصات العالمية، أو دمجها مع شركة أخرى مُساهمة ومدرجة في البورصة. ويقدر المحللون قيمة شركة بوكر ستارز بما يقرب من ملياري دولار في عام 2006 وهي قيمة ضخمة وتجعلها واحدة من أكبر شركات العالم العاملة في مجال المُقامرة. وسرعان ما تفوقت PokerStars على PartyPoker لتكون أكبر شبكة لألعاب البوكر على الإنترنت، وبعد أن أقر الكونغرس الأمريكي عدم مشروعية المُقامرة عبر الإنترنت إنفاذًا للقانون الصادر عام 2006 فإن الكثير من مواقع المُقامرة والمُراهنة توقفت على الفور عن قبول اللاعبين المُقيميين في الولايات المُتحدة بما في ذلك PartyPoker، في حين أن هناك مواقع وشبكات أخرى مثل PokerStars استمرت في قبول اللاعبين من الولايات المتحدة وكأن شيئًا لم يكن!
في 27 ديسمبر/ كانون الأول 2009، حطمت بوكر ستارز الرقم القياسي في أكبر بطولة على الإنترنت. فقد كان رسم الاشتراك في البطولة هو 1 دولار فقط، وقُدِر عدد المُشتركيت بـ 149,196 مشترك. ثم عادت الشركة من جديد في يوم 4 ديسمبر/ كانون الأول 2011 لتُخطِم رقمها القياسي السابق عندما اشترك في البطولة أكثر من 200,000 لاعب، وكان رسم الاشتراك هو 1 دولار ووصلت قيمة الجائزة الكبرى إلى 50,000$. وقد كانت خوادم الشبكة مشغولة جدًا خلال المراحل الأولى من البطولة، وتم إيقاف الشبكة لمدة 20 دقيقة بسبب حركة المرور الكثيفة وتعطل الأجهزة. وقد تم كسر هذا الرقم مرة أخرى في 16 يونيو 2013 باشتراك أكثر من 225,000 شخص، وكان رسم الاشتراك هو 1 دولار أيضًا.
في كانون الثاني/ يناير 2012، قدمت بوكر ستارز تطبيقًا مُتاحًا للتحميل على الأجهزة التي تعمل بنظام IOS، وكان هذا التطبيق مُتاحًا في متجر اي تيونز. في شباط / فبراير 2012، طرحت الشركة أيضا تطبيقًا للاندرويد.

## وصلات خارجية
- الموقع الرسمي